# Lale Andersen
Lale Andersen   (Lehe, 23 de març de 1905 - Viena, 29 d'agost de 1972) nom artistic de Liese-Lotte Helene Berta Bunnenberg va ser una cantant i actriu alemanya. Es va fer famosa mundialment a través de la cançó Lili Marleen. També va escriure la seva pròpia lletra de cançons sota el pseudònim de Nicola Wilke, incloent: pel seu èxit de postguerra Blue Night at the Harbour.

## Biografia
Filla d'un administrador de vaixells, Lale Andersen va néixer i va créixer a Lehe, que en aquell moment encara no formava part de Bremerhaven. Als 17 anys es va casar amb el pintor Paul Ernst Wilke († 1971). Entre 1924 i 1929 la parella va tenir tres fills: Björn, Carmen-Litta i Michael Wilke. La jove mare va prendre classes d'actuació i cant i finalment va deixar la seva família per anar a Berlín. El matrimoni va acabar en divorci el 1931. Els nens van créixer amb familiars i a les llars. El mateix any va aparèixer (encara sota el nom de Liese-Lotte Wilke) per primera vegada al "Deutsches Künstlertheater" de Berlín. Van seguir altres compromisos a diversos teatres de Berlín. El 1933 va rebre un compromís a la "Schauspielhaus Zurich", on va conèixer i es va enamorar del compositor suís (i posteriorment director artístic) Rolf Liebermann. Això va ser seguit per compromisos al "Kammerspiele" de Munic, entre d'altres. També va interpretar cançons populars, cançons i èxits als escenaris de cabaret i cabaret (Ping-Pong, Simpl, Cabaret of Comedians, Groschenkeller), en aquell moment ja sota el seu nom artístic Lale Andersen.
El 1937 va conèixer a Heidelberg el pianista i director de banda Carl Friedrich Pasche, que va ser el seu piano acompanyant en totes les gires i enregistraments de 1937 a 1943 o els va dirigir. Reclutat per la Wehrmacht el 1943, Pasche es va haver de separar de Lale. Després de la guerra va trobar altres acompanyants de piano.

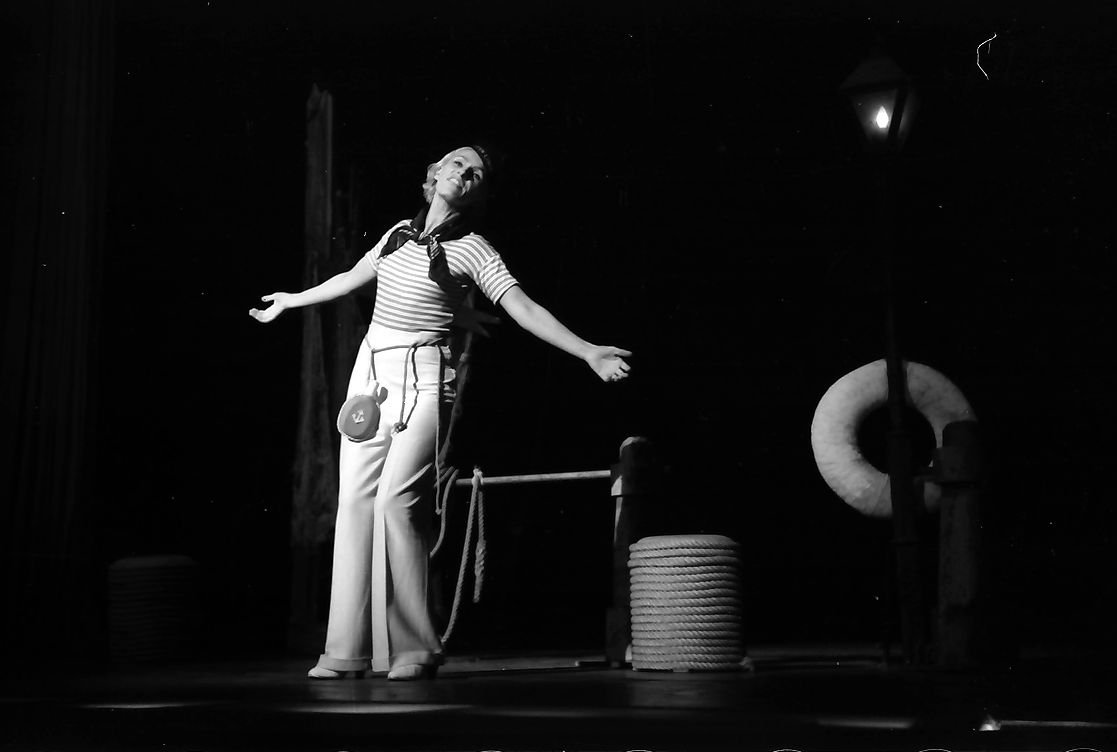
Lale Andersen al cabaret dels comediants, 1938

El 1939 va gravar la cançó Lili Marleen, escrita per Hans Leip el 1915 i musicada per Norbert Schultze, sota el títol Song of a Young Guard (Electrola EG 6993). Durant la Segona Guerra Mundial, Lili Marleen va ser retransmesa per Europa a l'emissora de ràdio dels soldats de Belgrad i escoltada a banda i banda dels fronts, però més tard va ser prohibida temporalment pel règim nazi alemany a causa del text "mòrbid i depressiu" i el seu "efecte destructiu sobre la força militar". S'ha emès als canals davanters abans de la data límit d'emissió a les 22 h. L'alta popularitat de la versió original alemanya de la cançó del soldat per si sola va suposar unes vendes d'uns dos milions de discos; La cançó es va convertir en el primer milió de vendes en la història dels discos alemanys.

## 1942 cau en desgracia
El 1942, Lale Andersen va aparèixer a la pel·lícula d'UFA (Universum Film AG), "GPU", és una pel·lícula de propaganda antisoviètica dirigida per Karl Ritter, com a cantant de la cançó sueca Svarte Rudolf. El mateix any va cantar pel suport de la tropa acompanyada per Heinz Wehner i la seva banda a Oslo. A finals de setembre de 1942, després que l'èxit de la cançó Lili Marleen s'havia fet sospitosa de la "Reichskulturkammer", Cambra de Cultura del Reich i del Ministeri de Propaganda, la mateixa Lale Andersen va caure en desgràcia dels governants polítics: s'havia negat a participar i s'havia conegut a la gira pel gueto de Varsòvia i les seves cartes privades als emigrants a Suïssa. El 16 de setembre va ser expulsada de la Cambra de Cultura del Reich amb efecte immediat, els seus enregistraments ja no es van permetre emetre a la ràdio i, a part del "disc original" de Lili Marleen, s'havien de retirar de l'arxiu.
Aquesta inactivitat forçada va donar lloc a un informe fals de la BBC que Andersen havia estat enviada a un camp de concentració. Això va obligar els nacionalsocialistes a fer una negativa contundent i va permetre que Andersen aparegués en públic. No obstant això, se li va prohibir tornar a cantar Lili Marleen. El maig de 1943, la seva prohibició d'actuar es va alleujar parcialment; Però li estava estrictament prohibit cantar davant dels soldats o associar-se d'alguna manera amb la seva exitosa cançó. En canvi, segons les instruccions de la Cambra de Cultura del Reich, havia d'estar disponible per al Ministeri de Propaganda en tot moment per poder cantar discos anglesos ("propaganda jazz") per al departament de política de ràdio. Amb una invitació, es va retirar a l'illa de Langeoog i hi va romandre fins que l'illa va ser presa per l'exèrcit canadenc.

## Fi de la contesa
Després de la guerra, va fer gires internacionals d'èxit com a intèrpret de cançons i tonades marines. Les característiques sempre van ser el seu timbre auster i la manera no afectada del seu lliurament.

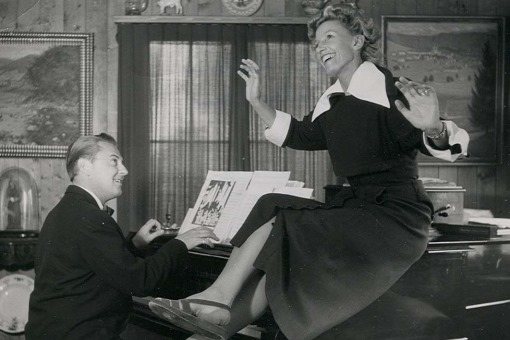
Lale Andersen amb el seu marit Artur Beul (1953)

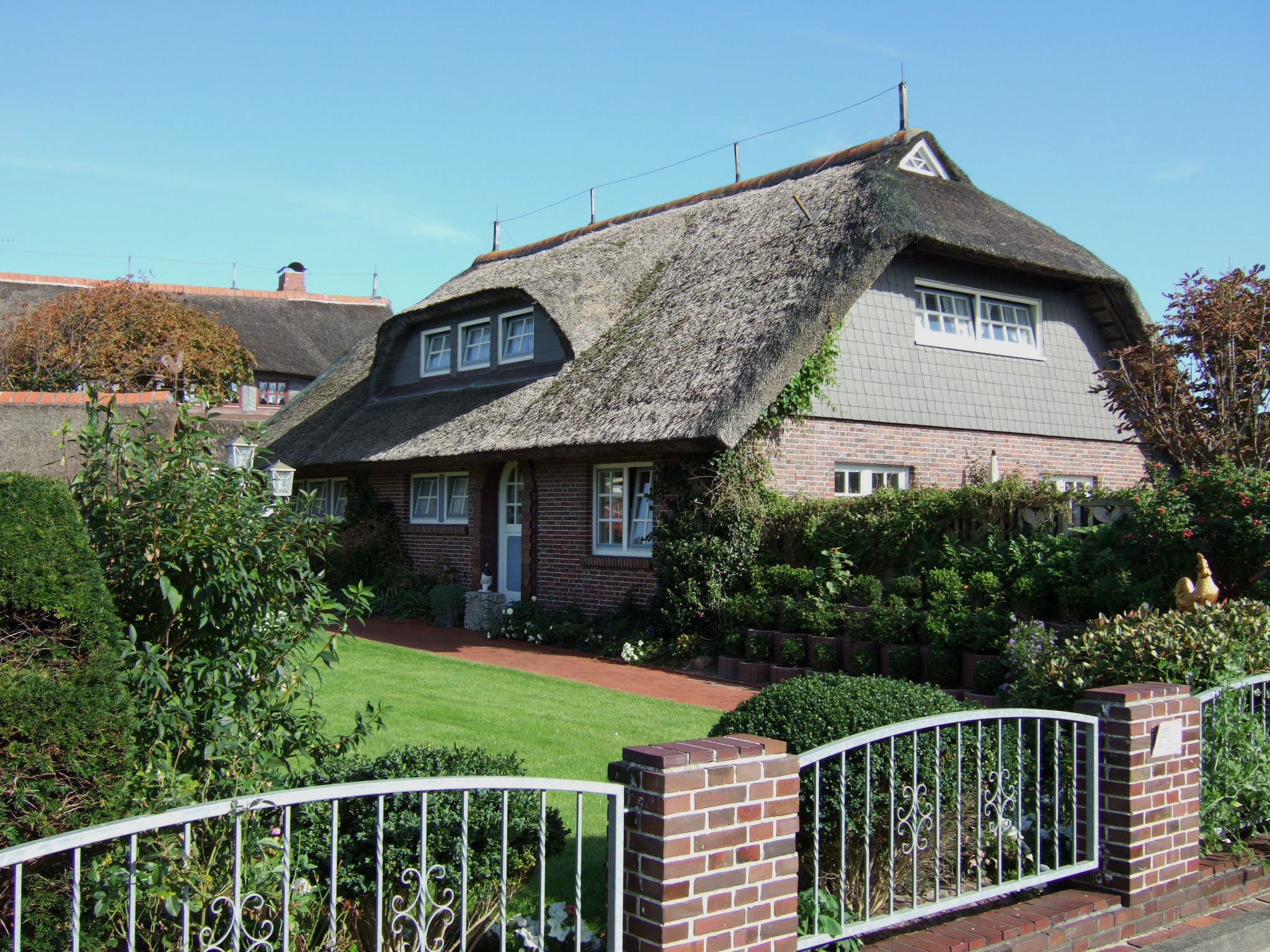
La casa de Lale Andersen a l'illa de Langeoog al mar del Nord

El 1949 es va casar amb el compositor de cançons suís Artur Beul i va romandre vinculada a ell fins a la seva mort. Beul va escriure una vintena de cançons per a ells, incloses He, hast du Feuer, Seemann?, Lieselott de Bremerhaven, The Fishermen of Langeoog, With two eyes like your i la cançó "semblant a l'evangeli" Moises, Moses.
El 1956 va cantar les cançons Lili Marleen i Südseenacht a la pel·lícula..."Wie einst, Lili Marleen ", (dirigida per Paul Verhoeven). Igualment Lili en una reunió internacional de veterans davant de 16.000 participants a la guerra africana. El 1958 va participar sense èxit en la decisió preliminar alemanya per al Festival d'Eurovisió. El 1961 va aparèixer a la decisió preliminar alemanya per al Festival de la Cançó d'Eurovisió amb la cançó Once we see each other again, va guanyar i va representar Alemanya al Festival d'Eurovisió de Canes. Va quedar 13è de 16 participants. L'any 1968, Lale Andersen va aconseguir participar una vegada en un hit parade: amb cadenes fetes d'ambre durant diverses setmanes al derbi d'èxit de "Deutschlandfunk", moderat per Carl-Ludwig Wolff. Aquest senzill va ser llançat amb el segell Columbia (C 23 753).
A més de les pel·lícules esmentades, Lale Andersen va aparèixer amb les seves cançons i èxits en nombrosos programes de televisió i grans espectacles fins al 1970 (nou vegades al popular "Haifischbar"). El director Truck Branss va fer un retrat d'ella en música el 1964. El 1968 va interpretar el presumpte autor del drama televisiu "One is missing" al concert de spa, dirigit per Jürgen Roland. L'any 1969 va aparèixer a "Der Pott" de Peter Zadek i va cantar la cançó idiosincràtica contra la guerra Tragt sie gentilment (Die Kugel). El 1970, Truck Branss va filmar amb ella un retrat musical de la seva casa adoptiva de Langeoog, durant el qual va cantar cançons del Baix alemany.

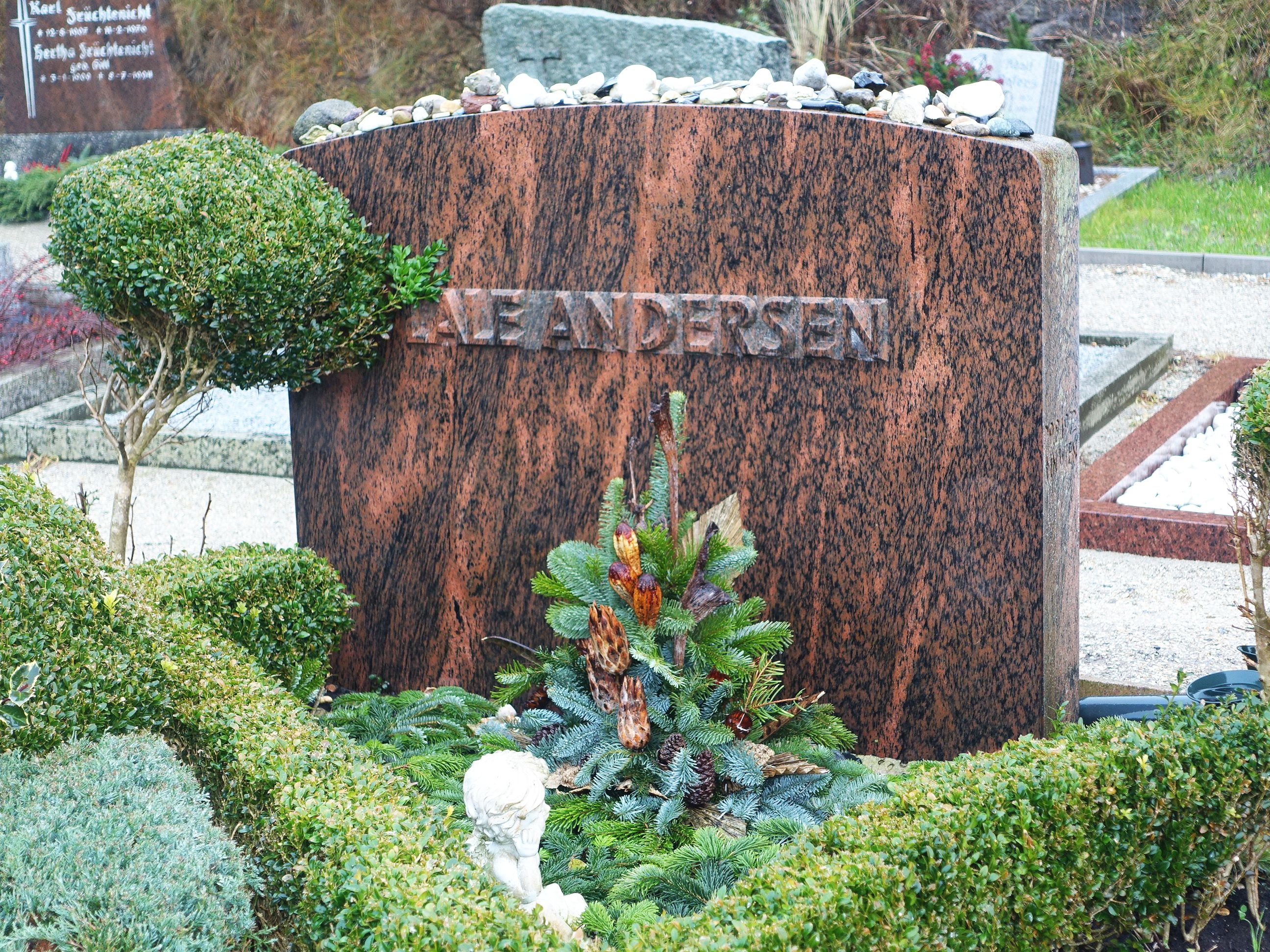
La tomba de Lale Andersen (2019)

El 1972, Lale Andersen va publicar l'autobiografia The Sky Has Many Colors, que va ser inclosa a la llista de més venuts de Spiegel. Poc després va morir d'un càncer de fetge a Viena als 67 anys. Va ser incinerada a Viena i l'urna va ser enterrada al cementiri de les dunes de Langeoog.

## Recepció i finca
L'any 1980, Rainer Werner Fassbinder va fer la pel·lícula Lili Marleen amb Hanna Schygulla al paper principal: una pel·lícula que, segons els crèdits, es basa, entre altres coses, en l'esmentada autobiografia. Segons l'últim marit de Lale Andersen, Artur Beul, la trama de la pel·lícula no té gaire en comú amb la seva vida real i no dona cap indici dels problemes temporals de l'artista sota el nacionalsocialisme.
La casa de Lale Andersen, el Sonnenhof, es troba a Langeoog. El seu fill gran, Björn Wilke, va dirigir una casa d'hostes al Sonnenhof fins que va vendre la propietat. Després, un saló de te i un restaurant van funcionar a l'edifici davanter, que estava decorat amb records de Lale Andersen. Avui serveix com a casa de vacances. Una llanterna de ferro colat dedicada a ella es troba a Bremerhaven des de 1981. El 23 de març de 2005, el seu 100è aniversari, es va inaugurar una estàtua de bronze de l'orfebre Eva Recker a Langeoog en el seu honor.
Perquè la versió de Lili Marleen de Lale Andersen de 1939 va ser el primer disc alemany que va superar el milió en vendes, i perquè l'artista també -segons l'opinió del compositor- va cantar la millor versió d'A Ship Will Come (Les enfants du Pirée / Never on Diumenge), va ser inclosa a la "Llista de les persones més famoses del segle XX" de la revista de notícies americana Time. Això vol dir que probablement Lale Andersen es pot descriure com una de les poques estrelles mundials alemanyes.
Va gravar cançons de la "Threepenny Opera" (1958), cançons populars del baix alemany (1961) i cançons populars internacionals (1965). El seu pseudònim com a compositora era Nicola Wilke, sota el qual va traduir o escriure una sèrie de cançons conegudes (Play me an old melody, Bésame mucho, La Seine, Destiny, Sunset Boulevard i moltes altres). Després que algunes de les seves traduccions de cançons (incloent-hi Bewitched / Verliebt, South of the Border / Mexican Serenade o La vie en rose / Please don't look at me like that) van ser reescrites per Ralph Maria Siegel a finals de la dècada de 1940 i utilitzades pel seu editor musical, Lale Andersen, ja no cantava aquestes cançons en públic.

## Discografia

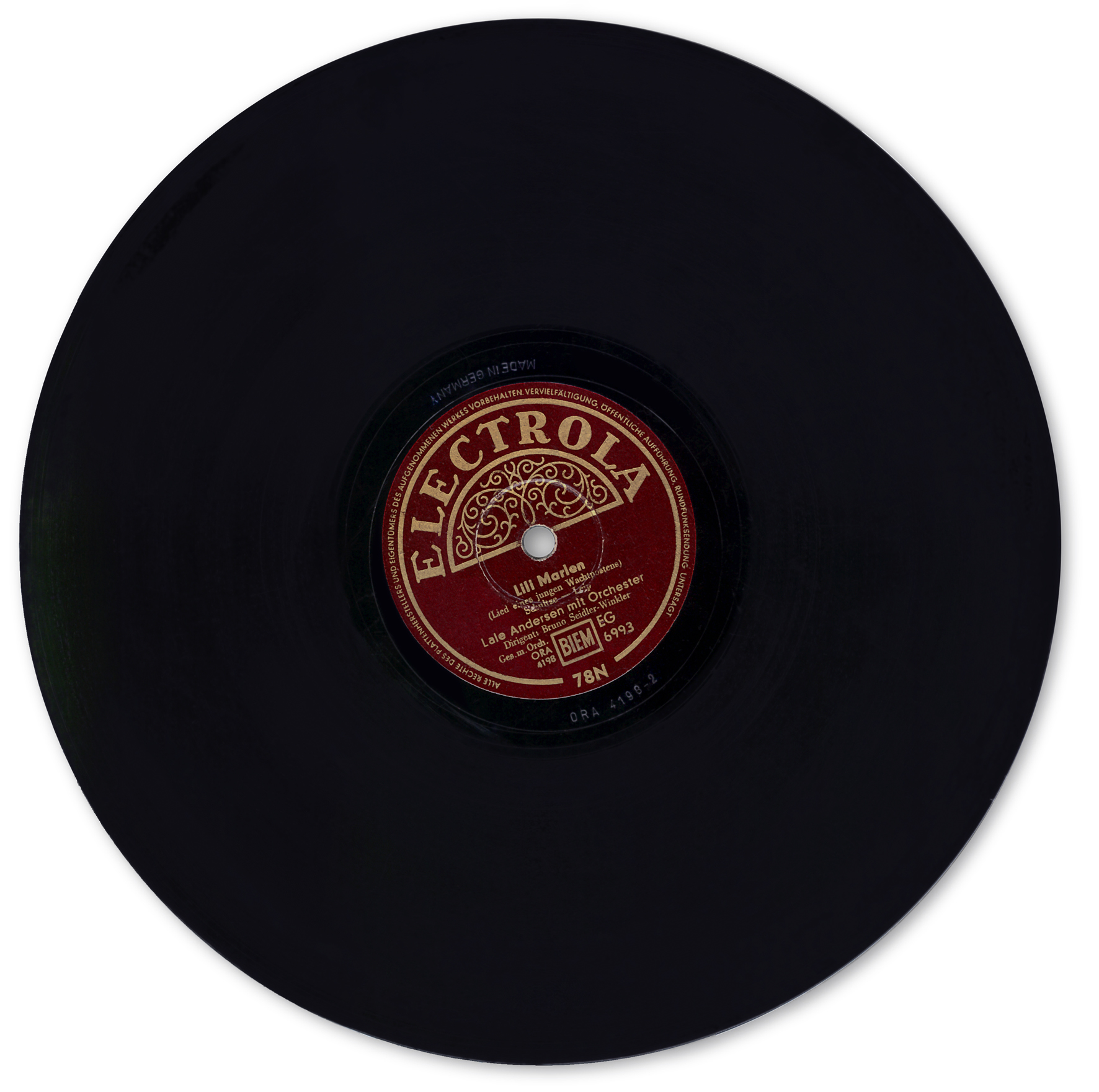
El major èxit internacional de Lale Andersen: Lili Marleen 1939

- 1939: Backboard ist links (Cançó de Shipboy) (lletra de Fred Endrikat)
- 1939: Der Junge an der Reling
- 1939: Lili Marleen (traduït a més de 48 [suposadament fins i tot 80] idiomes; vendes: + 2.000.000)[3]
- 1941: Es geht alles vorüber, es geht alles vorbei
- 1941: Unter der roten Laterne von St. Pauli
- 1949: Schäferlied (enviat per missatge de text per Peter Hacks)
- 1949: Die Fischer von Langeoog
- 1949: Du bist die Rose vom Wörthersee
- 1950: Das Meer (La Mer)
- 1951: Blaue Nacht, o blaue Nacht am Hafen (orig. Jealous Heart)
- 1951: Spiel’ mir eine alte Melodie (orig. Simple Melody)
- 1952: Grüß mir das Meer und den Wind (orig. Please, Mister Sun)
- 1953: Fernweh (després traduït a l'anglès per Petula Clark com Helpless)
- 1953: Ich werd' mich an den Jonny schon gewöhnen
- 1954: Kleine Nachtmusik (basat en el tema de Mozart)
- 1958: Jan von Norderney (Títol guanyador de l'eliminació per a una cançó de Norderney)
- 1958: Dreigroschenopersongs
- 1958: Die Dame von der Elbchaussee
- 1958: Hein Mück
- 1959: Ein Schiff wird kommen (orig. Ta pedia tou Pirea / Mai diumenge; Verkäufe: + 800.000)[3]
- 1959: Blue Hawaii
- 1961: Einmal sehen wir uns wieder (Inscripció alemanya al Gran Premi d'Eurovisió de la Chanson)
- 1961: Wenn du heimkommst (més tard traduït a l'anglès per a Hank Locklin com Happy Journey)
- 1963: He, hast du Feuer, Seemann?
- 1963: Die kleine Bank im Alsterpark (Contribució a A Song for Hamburg del Senat d'Hamburg)
- 1964: In Hamburg sind die Nächte lang (traduït a l'anglès per a "The King Sisters" com In Hamburg When the Nights Are Long)
- 1963: Mein Leben, meine Lieder (Memòries Musicals)
- 1964: Was ist ein Strand ohne Wind und Meer
- 1969: Der Rummelplatz am Hafen
- 1971: Geh’ nicht zurück aufs Meer (orig. Ruby, Don’t Take Your Love to Town)

## Filmografia
- 1939: Port és a l'esquerra (Cançó de Cabin Boy) (escrit per Fred Endrikat)
- 1939: Der Junge an der Reling
- 1939: Lili Marleen (traduït a més de 48 [suposadament fins i tot 80] idiomes; Vendes: +2.000.000[3])
- 1941: Es geht alles vorüber, es geht alles vorbei
- 1941: Unter der roten Laterne von St. Pauli
- 1949: Schäferlied (enviat per missatge de text per Peter Hacks)
- 1949: Die Fischer von Langeoog
- 1949: Du bist die Rose vom Wörthersee
- 1950: Das Meer (La Mer)
- 1951: Blaue Nacht, o blaue Nacht am Hafen (orig. Jealous Heart)
- 1951: Spiel’ mir eine alte Melodie (orig. Simple Melody)
- 1952: Grüß mir das Meer und den Wind (orig. Please, Mister Sun)
- 1953: Fernweh (més tard traduït a l'anglès per a Petula Clark com Helpless)
- 1953: Ich werd’ mich an den Jonny schon gewöhnen
- 1954: Kleine Nachtmusik (sobre un tema de Mozart)
- 1958: Jan von Norderney (Títol guanyador de l'eliminació per una cançó de "Norderney")
- 1958: Dreigroschenopersongs
- 1958: Die Dame von der Elbchaussee
- 1958: Hein Mück
- 1959: Ein Schiff wird kommen (orig "Ta pedia tou Pirea / Mai diumenge"; Vendes: + 800.000[3])
- 1959: Blue Hawaii
- 1961: Einmal sehen wir uns wieder (Inscripció alemanya al Gran Premi d'Eurovisió de la Cançó)
- 1961: Wenn du heimkommst (més tard traduït a l'anglès per a Hank Locklin com Happy Journey)
- 1963: He, hast du Feuer, Seemann?
- 1963: Die kleine Bank im Alsterpark (Contribució a A Song for Hamburg del Senat d'Hamburg)
- 1964: In Hamburg sind die Nächte lang (per a "The King Sisters" traduït a l'anglès com In Hamburg When the Nights Are Long)
- 1963: Mein Leben, meine Lieder (Memòries Musicals)
- 1964: Was ist ein Strand ohne Wind und Meer
- 1969: Der Rummelplatz am Hafen
- 1971: Geh’ nicht zurück aufs Meer (orig. Ruby, Don't Take Your Love to Town)

## Discografia
- 1942: G.P.U.
- 1952: Fritz und Friederike
- 1953: Rote Rosen, rote Lippen, roter Wein
- 1954: Sterne und Sternchen am Schlagerhimmel (pel·lícula de televisió)
- 1956: … wie einst Lili Marleen
- 1957: Gruß und Kuß vom Tegernsee
- 1959–1972: Aktuelle Schaubude (Programa d'entreteniment, 11 episodis)
- 1961: Ein Berliner in Hamburg (pel·lícula de televisió)
- 1962: Hamburger Extrablätter (Programa de televisió, un episodi)
- 1962–1972: Haifischbar (Programa d'entreteniment, nou episodis)
- 1966: Wer will’s noch mal – Ein musikalisches Kaleidoskop (pel·lícula de televisió)
- 1966: Von uns – für Sie! (pel·lícula de televisió)
- 1968: Einer fehlt beim Kurkonzert (pel·lícula de televisió)
- 1971: Der Pott (pel·lícula de televisió)
- 1971: Wochenspiegel (Programa de televisió, un episodi)

Premi Lale Andersen

Sparkasse Bremerhaven va donar el premi Lale Andersen el 1999.

## Film
- Britta Lübke: Lale Andersen. Documentació de la biografia de l'artista, D, 2007, 45 min.

## Treball
- Lale Andersen: Der Himmel hat viele Farben. Leben mit einem Lied, autobiografia Roman. Deutsche Verlags-Anstalt, Stuttgart 1972, 1984, dtv, München 1981. ISBN 3-421-01625-9.